# Delight, Arkansas
Delight là một thành phố thuộc quận Pike, tiểu bang Arkansas, Hoa Kỳ. Năm 2010, dân số của thành phố này là 279 người.

## Dân số
- Dân số năm 2000: 311 người.
- Dân số năm 2010: 279 người.